# Pleurothallis coriacardia
Pleurothallis coriacardia är en orkidéart som beskrevs av Heinrich Gustav Reichenbach. Pleurothallis coriacardia ingår i släktet Pleurothallis och familjen orkidéer. Inga underarter finns listade i Catalogue of Life.